# Kříž u potoka (film, 1937)
Kříž u potoka  je československé filmové drama režiséra Miloslava Jareše z roku 1937.

## Obsazení
| Jiřina Štěpničková | schovanka ve mlýně Eva Potocká |
| Vítězslav Vejražka | Štěpán Potocký                 |
| Mirko Eliáš        | Ambrož Potocký, Štěpánův bratr |
| Jindřich Plachta   | mlynář                         |
| Ella Nollová       | mlynářka                       |
| Václav Trégl       | hospodský Holý                 |
| Běla Tringlerová   | Mařička, Holého dcera          |
| Anna Letenská      | děvečka u Potockých            |
| Karel Šott         | radní Drahorád                 |
| Václav Menger      | soused v hospodě               |

## Tvůrci
- Námět: Karolina Světlá – román Kříž u potoka
- Scénář: František Kožík, Bohumír Polách, Eva Vrchlická
- Režie: Miloslav Jareš
- Hudba: Miroslav Ponc
- Kamera: Ferdinand Pečenka
- Další údaje: černobílý, 88 min., drama